# Gerdesius mapinguari
Espèce
Gerdesius mapinguari est une espèce d'opilions laniatores de la famille des Gerdesiidae.

## Distribution
Cette espèce est endémique d'Amazonas au Brésil. Elle se rencontre vers Manaus.

## Description
Le mâle holotype mesure 6,1 mm.

## Systématique et taxinomie
Cette espèce a été décrite par Bragagnolo, Hara et Pinto-da-Rocha en 2015.

## Étymologie
Cette espèce est nommée en référence au Mapinguari.

## Publication originale
- (en) Bragagnolo, Hara et Pinto-da-Rocha, « A new family of Gonyleptoidea from South America (Opiliones, Laniatores) », Zoological Journal of the Linnean Society, vol. 173, no 2,‎ 2015, p. 296-319